# لیک سیتی (آیووا)
لیک سیتی (به انگلیسی: Lake City) شهری در ایالت آیووا کشور ایالات متحده آمریکا است که جمعیت آن در سرشماری سال ۲۰۱۰ میلادی، ۱٬۷۲۷ نفر بوده‌است.